# Dendropanax geniculatus
Dendropanax geniculatus là một loài thực vật có hoa trong Họ Cuồng cuồng. Loài này được Fiaschi mô tả khoa học đầu tiên năm 2005.